# Gorgonops
Gorgonops (fra græsk: Γοργών 'Gorgon' og ὤψ 'øje, ansigt', bogstaveligt 'Gorgon-øje' eller 'Gorgon-ansigt') er en uddød slægt af gorgonosider, som slægten er typeeksemplar for, og som tilhørte en gruppe af pattedyrlignende krybdyr i ordenen Therapsida. Gorgonops eksisterede i den geologiske tidsalder loping (også kendt som Wuchiapingium eller yngre perm) for omkring 260–254 millioner år siden i det, som nu er Sydafrika.
| Dyr | Spire Denne artikel om dyr er en spire som bør udbygges. Du er velkommen til at hjælpe Wikipedia ved at udvide den. |

- Wikimedia Commons har flere filer relateret til Gorgonops